# Melvich
Melvich är en by i Sutherland, Highland, Skottland. Byn är belägen 24 km 
från Thurso. Orten har 490 invånare (2011).